# Oswald Neumann
Oswald Neumann, eigentlich Anton Andreas Neumann, (* 13. Juni 1751 in Krumau (tschechisch Český Krumlov), Böhmen; † 1. Juli 1801 in Hohenfurth (tschechisch Vyšší Brod), Böhmen) war der 38. Abt des Klosters Hohenfurth in Südböhmen.

## Herkunft
Oswald Neumann hatte den Taufnamen Anton Andreas und war ein Sohn aus der zweiten Ehe des Valentin Neumann, Küchenmeister einer Fürst Schwarzenbergschen Familie, mit Juliane Schwalbin, einer Tochter des Johann Adam Schwalb aus Unterbrand bei Sankt Joachimsthal in Westböhmen, von welchem das Ehepaar Valentin und Juliane Neumann im Jahre 1752 das ehemalige Goldenkroner Haus, das spätere Neumannsche Haus am Ringplatz in Krumau, die Lebzeltnerei und die Wachskerzen-Produktion des Johann Adam Schwalb übernahm. Das Neumannsche Haus in Krumau blieb 120 Jahre im Besitz der Familie Neumann und wurde nach dem Ende des Zweiten Weltkrieges 1945 ein Hotel.

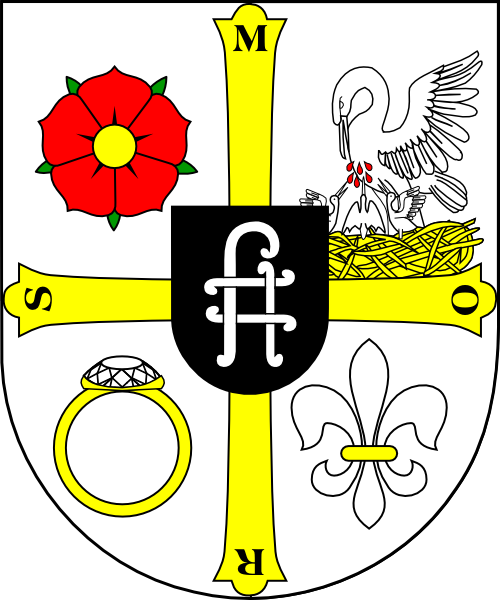
Wappenschild des Abtswappens

## Leben
Andreas Neumann trat im Jahre 1774 in das Kloster Hohenfurth in Südböhmen ein und erhielt den Ordensnamen Oswald. Er wurde 1786 Kaplan im späteren Passionsspielort Höritz (Hořice na Šumavě) und in Malsching (Malšín) im Böhmerwald, 1784 Prälat, anschließend in den Jahren 1785 bis 1801 der 38. Abt des Klosters Hohenfurth und Generalvikar der Zisterzienser in Böhmen. Er wurde in der Marienkapelle des Klosters Hohenfurt im Böhmerwald zu Grabe gelegt.

## Familie
Die Schwester des Abtes Oswald Neumann, Maria Elisabeth Neumann, geboren im Jahre 1758, verstorben in Krumau in Südböhmen 1827, war verheiratet mit dem Witwer Joseph Rosenauer, Fürst Schwarzenberg´scher Schwemmdirektor, welcher den Bau des Schwarzenbergschen Schwemmkanals und der Triftkanäle im Böhmerwald projektierte und leitete.
Die Halbschwester des Abtes Oswald Neumann, Euphrosina Neumann, geboren 1741 in Wien, Tochter aus erster Ehe des Fürst Schwarzenberg´schen Küchenmeisters Valentin Neumann, ehelichte Anton Josef Reising von Reisinger, Fürst Schwarzenberg´scher Hofkavalier und Gardehauptmann im Schloss Krumau (Cesky Krumlov) in Südböhmen, geboren im Jahre 1728 in Webrowa, Pfarre Krakan bei Bischofteinitz (Horsovsky Tyn) in Westböhmen.

## Würdigung
Am Giebel des Neumannschen Hauses am Ringplatz (náměstí Svornosti 12) in Krumau in Südböhmen, dem Geburtshaus des Abtes Oswald Neumann, befindet sich die Büste eines bärtigen Mannes mit einer Bischofsmütze auf dem Kopf, die Abt Oswald (Anton Andreas) Neumann darstellen soll.